# Albrecht I. von Berwangen
Albrecht I. von Berwangen (* unsicher: 1353; † unsicher: 1413) war ein bedeutender Vertreter der Herren von Berwangen und hoher Bediensteter am badischen und kurpfälzischen Hof in der Zeit um 1400. Er war ab 1387 erster Hofmeister am badischen Hof in Baden, wechselte bis 1401 als Haushofmeister an den kurpfälzischen Hof nach Heidelberg und war ab 1403 kurpfälzischer Hofrat.

## Leben
Albrecht war der Sohn des Heinrich von Berwangen († 1378). Sein Geburtsdatum ist unbekannt, wird aber aufgrund seiner biografischen Daten auf 1353 geschätzt. Er wurde erstmals 1379 erwähnt, als er von Gerhard von Obrigheim einen Hof in Neibsheim erwarb. 1384 war Albrecht unter den Zeugen der Huldigung der Stadt Pforzheim gegenüber Markgraf Bernhard I. von Baden und stand in badischen Diensten. Bernhard richtete 1387 erstmals am badischen Hof das Amt des magister curiae (Hofmeister) ein, das Albrecht von Berwangen als erster bekleidete. Der Sitz des markgräflichen Hofes, Baden, wurde 1388 zur Stadt erhoben. 1393 war Albrecht oberster Amtmann  zu Baden, 1395 wurde er Vogt über die Stadt Baden. Ab jener Zeit wurde er mit verschiedenen diplomatischen Missionen betraut, die ihn u. a. 1396 nach Straßburg führten. 1398 empfing er von Pfalzgraf Ruprecht III. einen Hof in Berwangen als Mannlehen. Im Juli 1401 wurde er als Haushofmeister am kurpfälzischen Hof in Heidelberg genannt, wo Pfalzgraf Ruprecht III. inzwischen zum König aufgestiegen war. Seinem Amt entsprechend war Albrecht zu Beginn seiner Amtszeit vorwiegend in der näheren Umgebung des Hofes tätig, wo er auch als Mitglied des Hofgerichts erschien. Ab Sommer 1402 war er auf verschiedenen Missionen in der Rheingegend sowie in den Reichsstädten Heilbronn, Wimpfen und Straßburg tätig. Bei einem Aufenthalt in Nürnberg im März 1403 wurde er letztmals Hofmeister und erstmals Rat genannt. Er zählte zu den Geldgebern des Königs für die Finanzierung der Reise des Bischofs Raban von Helmstatt zu Papst Bonifaz IX. nach Rom. Im Sommer 1403 erhielt Albrecht die Burghut über die Burg Steinsberg, was vermutlich ein Ehrenamt war, da er sich überwiegend am Hof in Heidelberg oder auf Reisen befand. Zu jener Zeit war er mit Elsbet von Sternenfels verheiratet und hatte einen Sohn Heinrich (* um 1390). Im Mai 1405 zählte Albrecht zu der Delegation, die im Namen König Ruprechts in Wildberg die Hochzeit von dessen Tochter Elisabeth mit dem Herzog Friedrich IV. von Österreich aushandelte. 1406 vermittelte er im Konflikt der Habsburger mit den Appenzellern. 1409 kam die Burghut auf dem Steinsberg an den Landgrafen von Luchtenberge, Albrecht erhielt als Entschädigung den Rang eines Burgmanns in Bretten. Über sein weiteres Leben ist nichts bekannt. Eine Schrift von 1893 nennt ohne Quellenangabe, er sei am 19. April 1413 bei einem Spital nahe Reichstett auf Befehl des Grafen Philipp von Hanau hingerichtet und in Straßburg begraben worden. Sein Sohn Heinrich war 1416 Mitglied des badischen Hofrats und besaß ein Schloss in Neibsheim, das noch auf den von Albrecht 1379 erworbenen Hof zurückgehen könnte.